# Larva
Larva er en by og kommune i det sydlige Spanien i provinsen Jaén. Den har et indbyggertal på 436 (2024) indbyggere.